# سارو بريرلي
سارو بريرلي (ولد عام 1981) رجل أعمال ومؤلف أسترالي هندي المولد، انفصل عن طريق الخطأ عن عائلته البيولوجية في سن الخامسة. تم تبنيه خارج الهند من قبل زوجين أستراليين ولكن تم لم شمله مع والدته البيولوجية بعد 25 عامًا بعد العثور على مسقط رأسه عبر غوغل إرث. أثارت قصته اهتمامًا إعلاميًا دوليًا كبيرًا، خاصة في أستراليا والهند.

## روابط خارجية
- سارو بريرلي على موقع IMDb (الإنجليزية)
- سارو بريرلي على موقع قاعدة بيانات الفيلم (الإنجليزية)